# La Galerita
La Galerita es una localidad tipo congregación del municipio de Bavispe ubicada en el noreste del estado mexicano de Sonora, en la zona alta de la Sierra Madre Occidental y cercana a los límites con el estado de Chihuahua. La congregación es la cuarta localidad más habitada del municipio, ya que según los datos del Censo de Población y Vivienda realizado en 2020 por el Instituto Nacional de Estadística y Geografía (INEGI), La Galerita tiene un total de 52 habitantes.

## Geografía
La Galerita se ubica en el noreste del estado de Sonora, al centro del territorio del municipio de Bavispe, sobre las coordenadas geográficas 30°26'34" de latitud norte y 108°55'33.999" de longitud oeste del meridiano de Greenwich, a una altura media de 998 metros sobre el nivel del mar.